# Правдин, Александр Георгиевич
Александр (Иосиф) Георгиевич Правдин (1879, с. Анненково, Курская губерния — 3 сентября 1938) — участник революционного движения в России, большевик.
Член партии с 1899 года, член ЦК РСДРП (с 1913, канд. в чл. ЦК 1917), в 1923—27 член ЦКК ВКП (б).

## Биография
Родился в семье рабочего. Рабочий. Участник революции 1905 года.
В 1906 член Одесского, в 1908 Петербургского комитетов РСДРП.
Делегат 4-го съезда РСДРП (1906).
В 1912 вошёл в состав Северного областного бюро ЦК РСДРП, в 1912—1914 гг. сотрудничал в газете «Правда».
27.7(9.8).1913 кооптирован в состав ЦК РСДРП(б) совещанием ЦК РСДРП(б).
Неоднократно арестовывался, был в ссылке.
В 1917 член Уфимского комитета РСДРП(б). Делегат 7-й (Апрельской) Всероссийской конференции РСДРП (б), избран кандидатом в члены ЦК.
После Октябрьской революции 1917 года — заместитель наркома внутренних дел РСФСР. В 1919—20 уполномоченный СТО и ВЦИК на Западном фронте, на Урале. С 1920 на ж.-д. транспорте; в 1924—25 заместитель наркома путей сообщения РСФСР. В 1930—33 в наркомате внешней торговли. С 1933 работал в органах партийного и советского контроля.
В 1920—1922 гг. примыкал к «рабочей оппозиции».
Делегат 12—15-го съездов партии.
С 1936 года — персональный пенсионер.
Арестован 11 декабря 1937 года, осуждён ВКВС СССР по обвинению в антисоветской деятельности. Приговорён к расстрелу 3 сентября 1938 года и в тот же день расстрелян. Место захоронения — Бутово-Коммунарка.
Реабилитирован посмертно 30 мая 1956 года.